# Allothunnus fallai
Allothunnus fallai és una espècie de peix de la família dels escòmbrids i de l'ordre dels perciformes.
Els mascles poden assolir els 105 cm de longitud total i els 13,7 kg de pes.